# Cuaresma
La Cuaresma (del latín: quadragesima ‘cuadragésimo día (antes de la Pascua)’) es el tiempo del año litúrgico cristiano destinado a la preparación espiritual de la fiesta de la Pascua. Se trata de seis semanas de purificación e iluminación interna, celebrado en las Iglesias católica, luterana, copta, ortodoxa, anglicana, incluyendo algunas evangélicas, aunque con inicios y duraciones distintas.
Algunas iglesias anabaptistas, bautistas, metodistas, reformadas, incluidas algunas iglesias reformadas continentales, presbiterianas y congregacionalistas y cristianas no confesionales también observan la Cuaresma, aunque muchas iglesias de estas tradiciones no lo hacen. 
Qué días se enumeran como parte de la Cuaresma difiere entre denominaciones (véase abajo), aunque en todas ellas se describe que la Cuaresma dura un total de 40 días, el número de días que Jesús, así como Moisés y Elías, estuvieron sin comer en sus respectivos ayunos. En las Iglesias occidentales que observan la Cuaresma, ésta comienza el Miércoles de Ceniza y termina aproximadamente seis semanas después; dependiendo de la confesión cristiana y de la costumbre local, la Cuaresma concluye o bien en la tarde del Jueves Santo, o al atardecer del Sábado Santo, cuando se celebra la Vigilia Pascual, aunque en cualquiera de los dos casos, las observancias del ayuno cuaresmal se mantienen hasta la noche del Sábado Santo. Los domingos pueden o no ser excluidos, dependiendo de la denominación. En el cristianismo oriental -incluyendo ortodoxos orientales, católicos orientales, luteranos orientales, y ortodoxos orientales- se observa la Gran Cuaresma de forma ininterrumpida durante 40 días comenzando el Lunes limpio y terminando el sábado de Lázaro antes de la Semana Santa.
La Cuaresma es un período de tristeza que termina necesariamente con una gran celebración de la Pascua. Por ello, es conocida en los círculos ortodoxos orientales como la estación de la "brillante tristeza" (en griego: χαρμολύπη, romanizado: charmolypê). El propósito de la Cuaresma es la preparación del creyente para la Pascua a través de la  oración, la Mortificación de la carne, el arrepentimiento de los pecados, la limosna, la vida sencilla y la abnegación.  En Cuaresma, muchos cristianos se comprometen a ayunar, así como a renunciar a ciertos lujos en imitación del sacrificio de Jesucristo durante su viaje al desierto durante 40 días; esto se conoce como el sacrificio de Cuaresma de cada uno.  Antes del siglo VI, la Cuaresma se observaba normativamente a través del ayuno, con el permiso de una comida vegetariana después de la puesta del sol. 
Muchos cristianos que observan la Cuaresma también añaden una disciplina espiritual cuaresmal, como leer un devocionario diario u orar a través de un calendario cuaresmal, para acercarse a Dios. A menudo se observa el Vía Crucis, especialmente los viernes, una devoción en  conmemoración de Cristo cargando la cruz y la crucifixión. Muchas iglesias quitan las flores de sus altares y velan con telas violetas los crucifijos, las estatuas religiosas que muestran a Cristo triunfante y otros símbolos religiosos elaborados en solemne observancia del acontecimiento. La costumbre del velo se practica normalmente las dos últimas semanas, comenzando el domingo Judica, que por eso en la lengua vernácula se llama Domingo de Pasión, hasta el Viernes Santo, cuando la cruz se descubre solemnemente en la liturgia.
En la mayoría de las confesiones que observan la Cuaresma, la última semana de ésta coincide con la Semana Santa, que comienza con el Domingo de Ramos. Siguiendo la narración del Nuevo Testamento, se conmemora la Crucifixión de Jesús el Viernes Santo, y al comienzo de la semana siguiente la alegre celebración del Domingo de Resurrección, inicio del Tiempo Pascual, que recuerda la Resurrección de Jesucristo. En algunas confesiones cristianas, el Jueves Santo, el Viernes Santo y el Sábado Santo forman el Triduo Pascual.

## Etimología

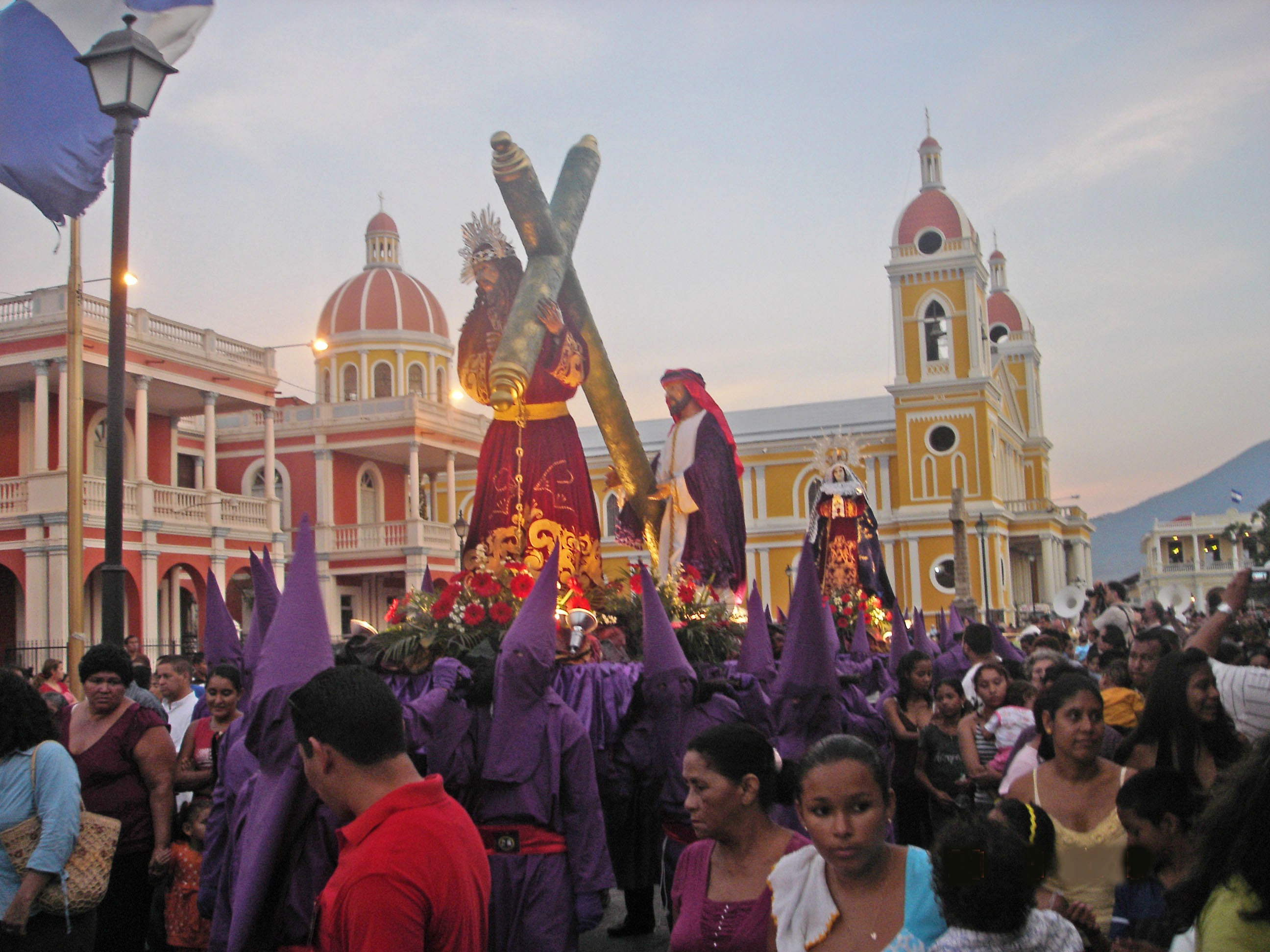
Observadores cuaresmales, entre ellos una cofradía de penitentes, realizan una procesión callejera durante la Semana Santa, en Granada (Nicaragua). El color morado se asocia a menudo con la penitencia y el desapego. Una práctica penitencial cristiana similar se observa en otros países cristianos, a veces asociada al ayuno.

La palabra inglesa Lent es una forma abreviada del inglés antiguo lencten, que significa "estación de primavera", como su cognado en neerlandés. (Neerlandés antiguo lentin) todavía hoy. Un término fechado en alemán, Lenz (Alto alemán antiguo lenzo), también está relacionado. Según el Oxford English Dictionary, 'la forma más corta' (de tipo germánico antiguo *laŋgito- , *laŋgiton-) parece ser un derivado de *laŋgo- largo [...] y posiblemente haga referencia al alargamiento de los días como característico de la estación de la primavera'. El origen del elemento -en es menos claro: puede ser simplemente un sufijo, o lencten puede haber sido originalmente un compuesto de *laŋgo- 'largo y una palabra poco documentada *-tino, que significa "día".
En las lenguas habladas donde el cristianismo se estableció con anterioridad, como la griego y el latín, el término designa el periodo que comienza el cuadragésimo día de la semana anterior a la Pascua. En griego moderno, el término es Σαρακοστή. (en griego), derivado del anterior Τεσσαρακοστή. (en griego), que significa "cuadragésimo". La palabra correspondiente en latín, quadragesima ("cuadragésimo"), es el origen de los términos utilizados en las lenguas derivadas del latín y en algunas otras.
Ejemplos en el grupo de Lenguas romances son: Catalán quaresma, French carême, gallego coresma, italiana quaresima, Occitano quaresma, portugués quaresma, rumano păresimi, Sardo caresima, español cuaresma, y Walloon cwareme. Ejemplos en lenguas no basadas en el latín son: Albanés kreshma, vasco garizuma, croata korizma, Irish y gaélico escocés carghas, suajili kwaresima, filipino kuwaresma, y galés c(a)rawys.
En otros idiomas, el nombre utilizado hace referencia a la actividad asociada a la estación. Así, se denomina "período de ayuno" en checo (postní doba), alemán (Fastenzeit) y noruego (fasten/fastetid), y se llama "El Gran Ayuno" en árabe (الصوم الكبير - (en árabe)), Siríaco, idioma polaco (wielki post), ruso (великий пост - (en ruso)), ucraniano (великий піст - (en ucraniano)), y húngaro (nagyböjt). El rumano, además de una versión basada en el término latino que hace referencia a los 40 días (véase más arriba), también tiene una versión de "gran ayuno": postul mare. El neerlandés tiene tres opciones, una de las cuales significa período de ayuno, y las otras dos se refieren al período de 40 días indicado en el término latino: vastentijd, veertigdagentijd y quadragesima, respectivamente. En la India, se denomina चरम चालीसा (Charam Chalisa - que significa, "clímax de los cuarenta"). En maltés, a pesar de ser descendiente del árabe, se utiliza el término randan, que es distintivo si se compara con los dialectos del árabe y que, a pesar de los siglos de influencia de la Católica, permanece inalterado desde la ocupación árabe de Malta por los aglabíes.

## Origen
La pauta de ayunar y rezar durante cuarenta días aparece en la Biblia cristiana, sobre cuya base se estableció el tiempo litúrgico de la Cuaresma. En el Antiguo Testamento, el profeta Moisés se marchó a las montañas durante cuarenta días y cuarenta noches para orar y ayunar "sin comer pan ni beber agua" antes de recibir los Diez Mandamientos (cfr. NRSV).  Asimismo el profeta Elías se fue a las montañas durante cuarenta días y cuarenta noches para ayunar y orar "hasta que llegó a Horeb, el monte de Dios" cuando "le llegó la palabra del Señor" (cf. NRSV). El primitivo obispo cristiano Máximo de Turín escribió que como Elías al "ayunar continuamente durante un período de cuarenta días y cuarenta noches... mereció extinguir la prolongada y severa sequedad del mundo entero, haciéndolo con una corriente de lluvia y empapando la sequedad de la tierra con la generosidad del agua del cielo", en la tradición cristiana, esto se interpreta como "una figura de nosotros mismos para que nosotros, ayunando también un total de cuarenta días, podamos merecer la lluvia espiritual del bautismo. ..[y] una lluvia del cielo podría derramarse sobre la tierra seca de todo el mundo, y las abundantes aguas del baño salvador podrían saturar la larga sequía de los gentiles." En el Nuevo Testamento, Jesús se fue al desierto a ayunar y orar durante cuarenta días y cuarenta noches; fue durante este tiempo cuando Satanás intentó tentarle (cf. NRSV). Los ayunos de cuarenta días y cuarenta noches de Moisés, Elías y Jesús los prepararon para su trabajo.
El cristianismo primitivo registra la tradición del ayuno antes de la Pascua. Las Constituciones Apostólicas permiten el consumo de "pan, legumbres, sal y agua, en Cuaresma" estando "prohibidos la carne y el vino. " Los Cánones de Hipólito sólo autorizan el consumo de pan y sal durante la Semana Santa. La práctica del ayuno y la abstinencia de alcohol, carne y lácteos durante la Cuaresma se estableció así en la Iglesia.
En el año 339 d. C., Atanasio de Alejandría escribió que el ayuno cuaresmal era un ayuno de cuarenta días que observaba "todo el mundo". San Agustín de Hipona (354- 430 d. C.) escribió que: "Nuestro ayuno en cualquier otro tiempo es voluntario; pero durante la Cuaresma, pecamos si no ayunamos."
Existen tres teorías principales predominantes sobre la finalización de la Cuaresma como ayuno de cuarenta días antes de la llegada del Domingo de Resurrección: Primera, que fue creada en el Concilio de Nicea en 325 y no existe una encarnación anterior. Segundo, que se basa en un Cristiano egipcio ayuno posterior a la teofanía. Tercero, una combinación de orígenes sincretizados en torno al Concilio de Nicea. Existen referencias tempranas a períodos de ayuno previos al bautismo. Por ejemplo, la Didache', un texto cristiano del siglo I o II, recomienda "al bautizador, al que va a ser bautizado y a cualquier otro que sea capaz" que ayunen para prepararse para el sacramento.
Durante siglos ha sido práctica común que los bautizos tuvieran lugar en Pascua, por lo que antiguamente se tomaban estas referencias como alusiones a un ayuno previo a la Pascua. Tertuliano, en su obra del siglo III Sobre el bautismo, indica que la Pascua era un "día solemnísimo para el bautismo". Sin embargo, es uno de los pocos escritores del preniceno que indica esta preferencia, e incluso él dice que la Pascua no era en absoluto el único día preferido para los bautismos en su localidad.
Desde el siglo XX, los estudiosos han reconocido que la Pascua no era el día estándar para los bautismos en la Iglesia primitiva, y las referencias a los períodos de ayuno previos al bautismo no estaban necesariamente relacionadas con la Pascua. Hubo períodos más cortos de ayuno observados en la iglesia pre-Niceno (Atanasio señaló que la iglesia alejandrina del siglo IV observó un período de ayuno antes de Pascha [Pascua]).  Sin embargo, se sabe que el período de 40 días de ayuno - más tarde llamado Cuaresma - antes del Tiempo pascual se aclaró en el Concilio de Nicea. En 363-64 d. C., el Concilio de Laodicea prescribió el ayuno cuaresmal como "de estricta necesidad"."

## La Cuaresma

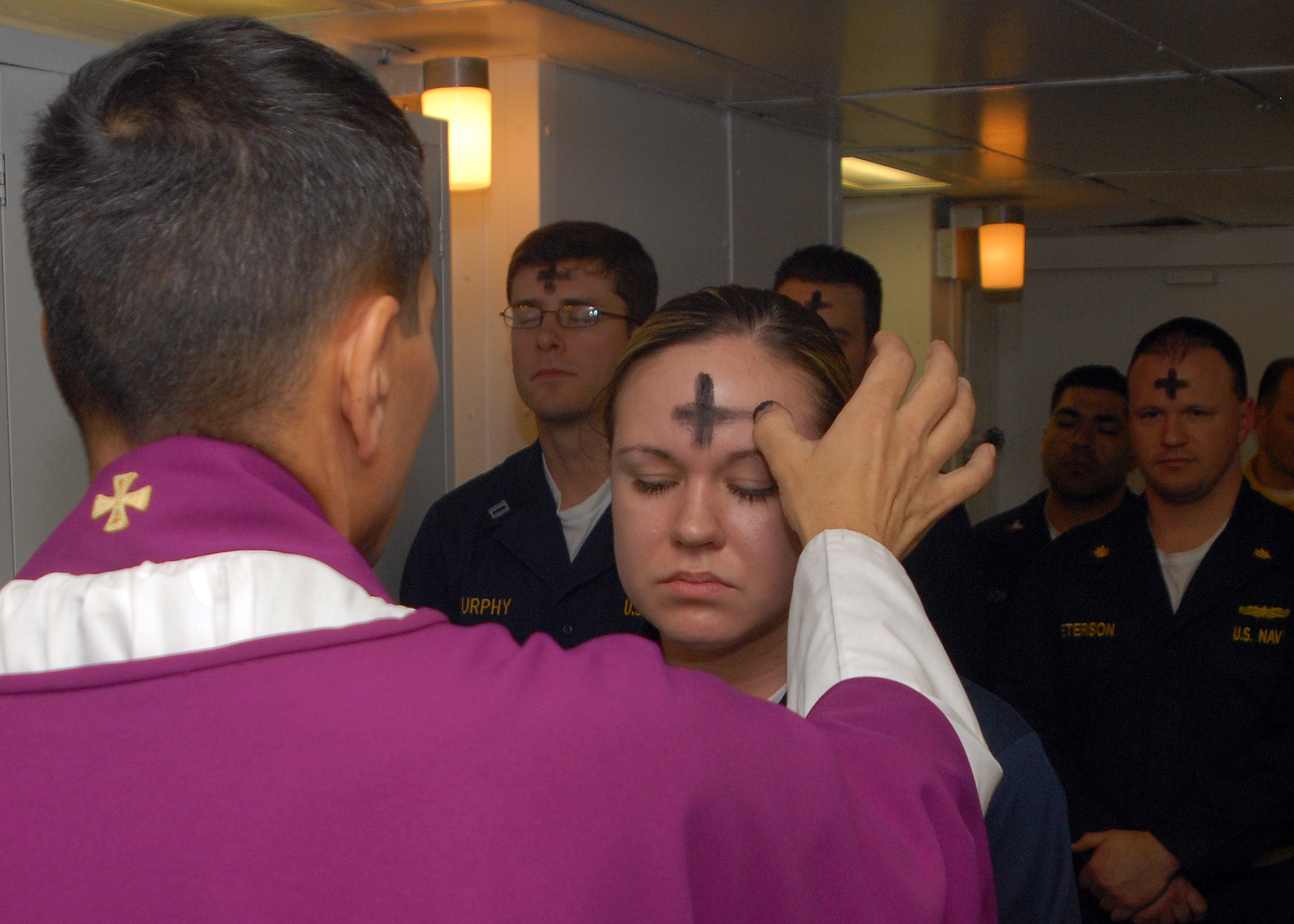
Rito de imposición de la ceniza, parte integral de la celebración litúrgica del Miércoles de Ceniza con que se inicia la Cuaresma en el rito romano. Se observa al celebrante con vestimenta de color morado, típica de este tiempo litúrgico, que simboliza la actitud penitencial.

La duración de cuarenta días de la Cuaresma proviene de diversas referencias bíblicas y simboliza la prueba por la que pasó Jesús al permanecer durante 40 días en el desierto de Judea, previos a su misión pública. También simbolizan los 40 días que duró el diluvio universal, además de los 40 años de la marcha del pueblo israelita por el desierto, y las 40 décadas que se mantuvo la esclavitud de los hebreos en Egipto.
La Cuaresma comprendía los cuarenta días entre el Miércoles de Ceniza y el Sábado Santo (ambos inclusive), sin contar los seis domingos del medio, por celebrarse la Pascua del Señor. En 1970, el papa Pablo VI presentó un nuevo Calendario Romano General por el que la Cuaresma se redujo a los treinta y ocho días que hay entre el Miércoles de Ceniza y Jueves Santo (ambos inclusive), sin contar tampoco los seis domingos. Por tanto, en el rito latino, la Cuaresma se extiende del Miércoles de Ceniza y a la hora nona del Jueves Santo, no incluyendo así la Misa de la Cena del Señor.
A lo largo del tiempo de Cuaresma, los cristianos son llamados a reforzar su fe mediante diversos actos de penitencia y reflexión. Dentro de la propia Cuaresma hay seis domingos, incluido el Domingo de Ramos, que no se computan dentro de los cuarenta días y en cuyas lecturas son temas dominantes la conversión, el pecado, la penitencia y el perdón. Es, por excelencia, el tiempo de conversión y penitencia del año litúrgico. Por eso, en la misa católica no se canta el Gloria en los ritos iniciales (excepto el Jueves Santo, en la misa de la cena del Señor, con el que inicia la Pascua o en fiestas y solemnidades: La solemnidad de San José y la Anunciación siempre cae en Cuaresma), ni el Aleluya antes del evangelio. El color litúrgico de este período es el morado, asociado a la penitencia y el sacrificio, a excepción del cuarto domingo que se usa el rosa, mezcla de morado y blanco. El Domingo de Ramos, llamado Domingo de Ramos de la Pasión del Señor o 6.º Domingo de Cuaresma, se usa el color rojo por ser ya la celebración en día de precepto de la Pasión de Cristo.

### Desarrollo histórico
Existen evidencias de la existencia de prácticas cuaresmales, en particular del ayuno como preparación de la Pascua, desde fines del siglo II y principios del siglo III. El cristianismo primitivo registra la tradición del ayuno previo a la Pascua. Las Constituciones apostólicas permiten el consumo de «pan, vegetales, sal y agua, en Cuaresma» mientras que «la carne y el vino están prohibidos». El Canon de Hipólito autoriza solamente el consumo de pan y sal durante la Semana Santa. Así, la práctica del ayuno y la abstinencia de alcohol, carne y derivados lácteos durante la Cuaresma se fue estableciendo tempranamente en la Iglesia.
Desde el año 322 se verifican noticias de la Cuaresma en Oriente, mientras que en Roma se celebró con seguridad al menos desde 385. En los primeros tiempos de la Iglesia, la duración de la Cuaresma variaba. Finalmente en el siglo IV se fijó su duración en 40 días, con inicio seis semanas antes del domingo de Pascua. por tanto, un domingo llamado precisamente «domingo de cuadragésima».
En los siglos VI-VII cobró gran importancia el ayuno como práctica cuaresmal, presentándose un inconveniente: desde los orígenes nunca se ayunó en domingo por ser día de fiesta, la celebración del Día del Señor. Para respetar el domingo y, a la vez, tener cuarenta días efectivos de ayuno durante la Cuaresma, en el siglo VII, se agregaron cuatro días más antes del primer domingo, estableciendo los cuarenta días de ayuno, para imitar el ayuno de Cristo en el desierto. Eran exactamente cuarenta los días que van del Miércoles de Ceniza al Sábado Santo, sin los domingos.
Con la reforma litúrgica del Concilio Vaticano II se prefirió excluir del periodo cuaresmal los días del entonces llamado Triduo Sacro, ya que no eran en realidad una conclusión de la Cuaresma, sino ya una celebración de la Pascua entendida como el paso de la muerte a la vida (y no solo la resurrección); por ello la Cuaresma, a pesar de no durar ya los 40 días medievales, termina el Jueves Santo después del oficio de Nona (Hora intermedia) que suele corresponder a las 3 de la tarde, con lo que las celebraciones de la Cena del Señor no forman parte de la Cuaresma, sino de la Pascua. Hoy en día, tampoco hay un ayuno tan estricto: solo se conserva para el Miércoles de Ceniza y el viernes (y el sábado si es posible) Santos, aunque este último no es un ayuno penitencial sino un ayuno pascual. Los viernes de Cuaresma se tiene abstinencia de carne (salvo en las solemnidades como San José o la Anunciación).

### Calendario
La Pascua tiene mucha relación con el calendario agrícola y el tiempo de renovación de la tierra. Para calcular su celebración se toman en cuenta el sol y la luna (sol de primavera y luna llena). Se debe buscar el primer domingo posterior a la primera luna llena de primavera (Hemisferio Norte), que es la fecha de la Pascua de Resurrección. Una vez encontrada la Pascua, los seis domingos anteriores serán domingos de Cuaresma, empezando la misma el miércoles anterior al primer domingo.
Los 40 días de Cuaresma se calculan de forma diferente entre las distintas confesiones cristianas que la observan, dependiendo de cómo se calcule el Computus, pero también de qué días se entiende que comienza y termina la Cuaresma, y de si todos los días de Cuaresma se cuentan consecutivamente. Además, la fecha de la Cuaresma puede depender del calendario utilizado por la iglesia en particular, como el (revisado) juliano o Calendario gregoriano típicamente utilizados por las iglesias católicas, ortodoxas orientales y protestantes, o el etíope y el Calendario copto tradicionalmente utilizados por algunas iglesias ortodoxas orientales.

## Práctica
La práctica de la Cuaresma data del siglo IV, cuando se da la tendencia para constituirla en tiempo de penitencia y de renovación para toda la Iglesia, con el ejercicio del ayuno y de la abstinencia de ingesta de carne. Conservada con bastante vigor —al menos en un principio— en las iglesias de Oriente, la práctica penitencial de la Cuaresma se aligeró en Occidente, aunque debe observarse un espíritu penitencial, de conversión y de oración.
En el presente, más que el simple ayuno de comida, se incentivan prácticas que afectan áreas más personales de la vida: «se trata de ayunar de la comodidad, de una vida fácil, de la mínima resistencia, de la mentalidad gregaria, del placer por el placer. Y sobre todo, se trata de ayunar del poder, la autocomplacencia y la gloria [...] ayunar de egoísmo, insensibilidad e inhumanidad. Es ayunar de competitividad y beneficios a costa de otros; de las formas de proceder del mundo y de los reinos construidos con la acumulación de bienes a costa de las enormes necesidades de todos los que habitan en la tierra», como forma de interpretar un pasaje bíblico utilizado en la liturgia de Cuaresma:

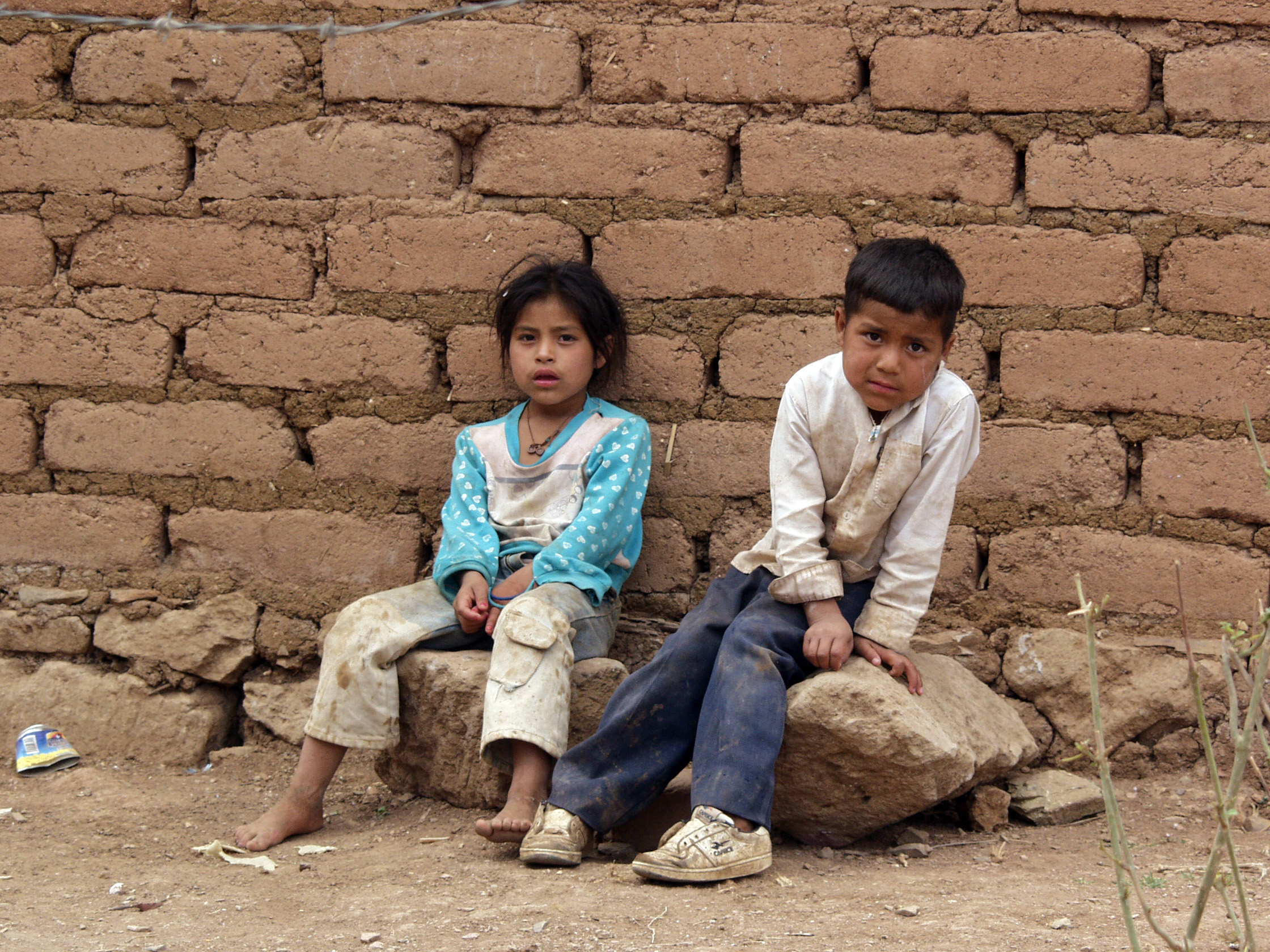
Según el pasaje del Libro de Isaías 58, 6-9 utilizado en celebraciones litúrgicas cuaresmales, el ayuno agradable a Dios consiste en compartir el pan con el hambriento, dejar entrar en la casa a los pobres sin techo, vestir al que se ve desnudo y no volver la espalda a los demás.

Ustedes ayunan entre peleas y contiendas, y para dar de puñetazos a malvados.

No ayunen como hoy para hacer oír en las alturas su voz.

¿No será más bien este otro el ayuno que yo quiero?

Desatar los lazos de maldad, deshacer las amarras del yugo,

dar la libertad a los oprimidos, y romper toda clase de yugo.

Partir tu pan con el hambriento,

hospedar a los pobres sin techo,

vestir al que veas desnudo y

no apartarte de tu semejante.

Entonces brotará tu luz como la aurora,

y tu herida se curará rápidamente.

Te precederá tu justicia, la gloria del Señor te seguirá.

Entonces clamarás, y el Señor te responderá. Pedirás socorro, y dirá: «Aquí estoy».

Libro de Isaías 58, 4.6-9

Según san León, la Cuaresma es:

[...] un retiro colectivo de cuarenta días, durante los cuales la Iglesia, proponiendo a sus fieles el ejemplo de Cristo en su retiro al desierto, se prepara para la celebración de las solemnidades pascuales con la purificación del corazón y una práctica perfecta de la vida cristiana. (Definición deducida del análisis del Sermón 42).

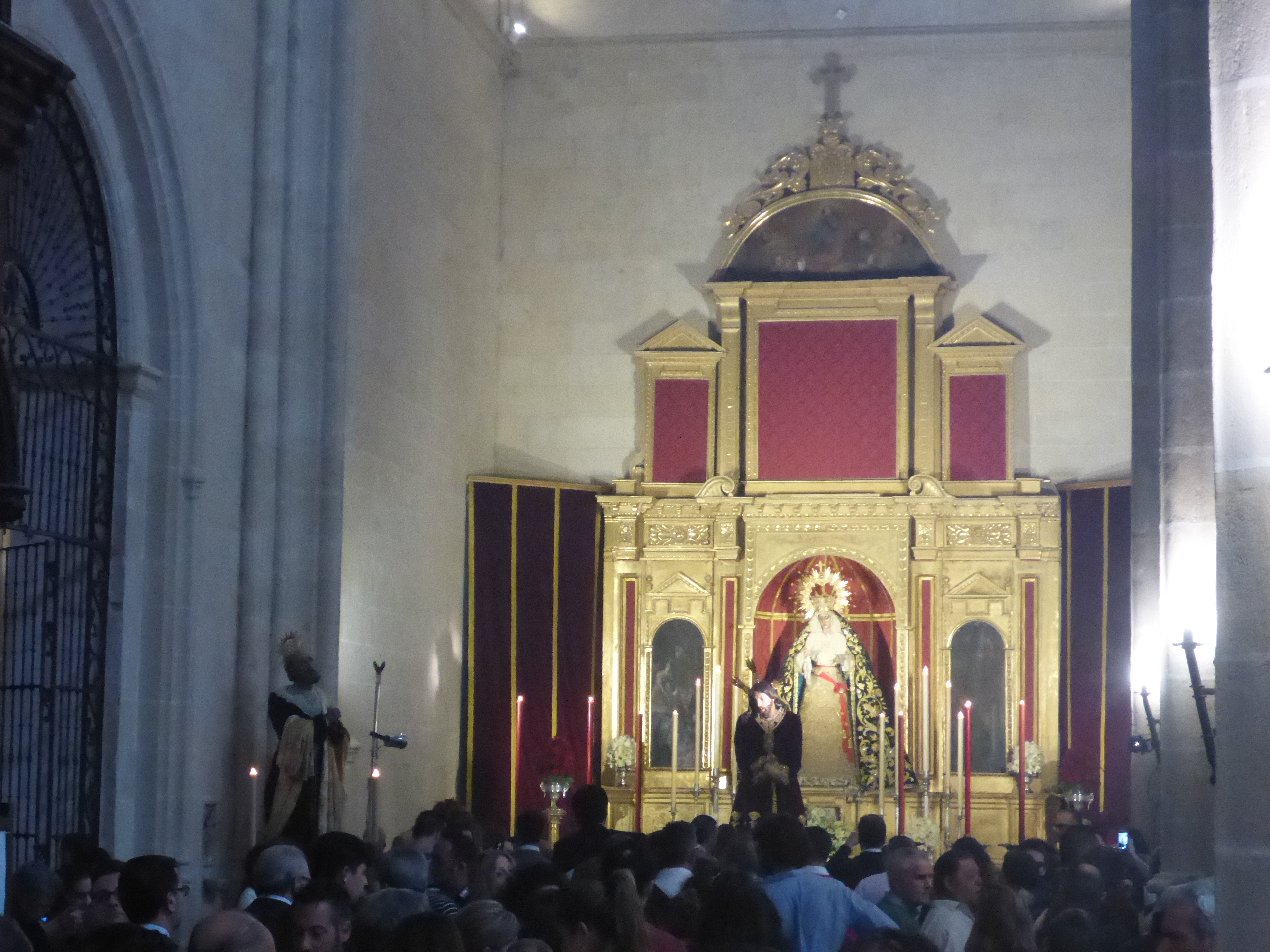
Besapies.

Se trataba, por tanto, de un tiempo, introducido por la imitación de Cristo y de Moisés, en el que la comunidad cristiana se esforzaba en realizar una profunda renovación interior. El Catecismo de la Iglesia católica retoma esta idea y la expresa de la siguiente manera: “La Iglesia se une todos los años, durante los cuarenta días de la Gran Cuaresma, al Misterio de Jesús en el desierto” (n. 540).
En algunas zonas son comunes los besamanos y besapiés, venerando imágenes que procesionarán en Semana Santa.

## Miércoles de Ceniza
El Miércoles de Ceniza, el anterior al primer domingo de Cuaresma, se realiza el gesto simbólico de la imposición de ceniza en la frente de los fieles católicos. La ceniza representa la destrucción de los errores del año anterior al ser estos quemados. Mientras el sacerdote impone la ceniza, dice una de estas dos expresiones: "Arrepiéntete y cree en el evangelio" (Mc 1, 15) o "Acuérdate de que eres polvo y al polvo has de volver" (Gén 3, 19).

## Calendario gráfico de la Cuaresma
Ya que las solemnidades de la Cuaresma no son días fijos en el calendario gregoriano sino días que se cuentan a partir de un día variable del mes (fijo de la semana), se trata de solemnidades movibles en el calendario general:
| Calendario de la Cuaresma con sus respectivos colores litúrgicos | Calendario de la Cuaresma con sus respectivos colores litúrgicos | Calendario de la Cuaresma con sus respectivos colores litúrgicos | Calendario de la Cuaresma con sus respectivos colores litúrgicos | Calendario de la Cuaresma con sus respectivos colores litúrgicos | Calendario de la Cuaresma con sus respectivos colores litúrgicos | Calendario de la Cuaresma con sus respectivos colores litúrgicos |
| ---------------------------------------------------------------- | ---------------------------------------------------------------- | ---------------------------------------------------------------- | ---------------------------------------------------------------- | ---------------------------------------------------------------- | ---------------------------------------------------------------- | ---------------------------------------------------------------- |
|                                                                  |                                                                  | 1.eɽ día Miércoles de Ceniza                                     | 2.º día Jueves después de Ceniza                                 | 3.eɽ día Viernes después de Ceniza                               | 4.º día Sábado después de Ceniza                                 | Primer domingo de Cuaresma                                       |
| 5.º día                                                          | 6.º día                                                          | 7.º día                                                          | 8.º día                                                          | 9.º día                                                          | 10.º día                                                         | Segundo domingo de Cuaresma                                      |
| 11.º día                                                         | 12.º día                                                         | 13.eɽ día                                                        | 14.º día                                                         | 15.º día                                                         | 16.º día                                                         | Tercer domingo de Cuaresma                                       |
| 17.º día                                                         | 18.º día                                                         | 19.º día                                                         | 20.º día                                                         | 21.eɽ día                                                        | 22.º día                                                         | Cuarto domingo de Cuaresma (Laetare)                             |
| 23.eɽ día                                                        | 24.º día                                                         | 25.º día                                                         | 26.º día                                                         | 27.º día                                                         | 28.º día                                                         | Quinto domingo de Cuaresma                                       |
| 29.º día                                                         | 30.º día                                                         | 31.eɽ día                                                        | 32.º día Jueves de Pasión                                        | 33.eɽ día Viernes de Dolores                                     | 34.º día Sábado de Pasión                                        | Domingo de Ramos (Sexto domingo de Cuaresma)                     |
| 35.º día Lunes Santo (Sexto lunes de Cuaresma)                   | 36.º día Martes Santo (Sexto Martes de Cuaresma)                 | 37.º día Miércoles Santo (Sexto Miércoles de Cuaresma)           | 38.º día (Triduo Pascual) Jueves Santo                           | Viernes Santo Triduo Pascual                                     | Sábado Santo Triduo Pascual                                      | Pascua                                                           |
| 1.                                                               |                                                                  |                                                                  |                                                                  |                                                                  |                                                                  |                                                                  |

Para la Iglesia ortodoxa los cuarenta días de la Gran Cuaresma empiezan un lunes porque se tienen en cuenta los domingos.

## Costumbres asociadas

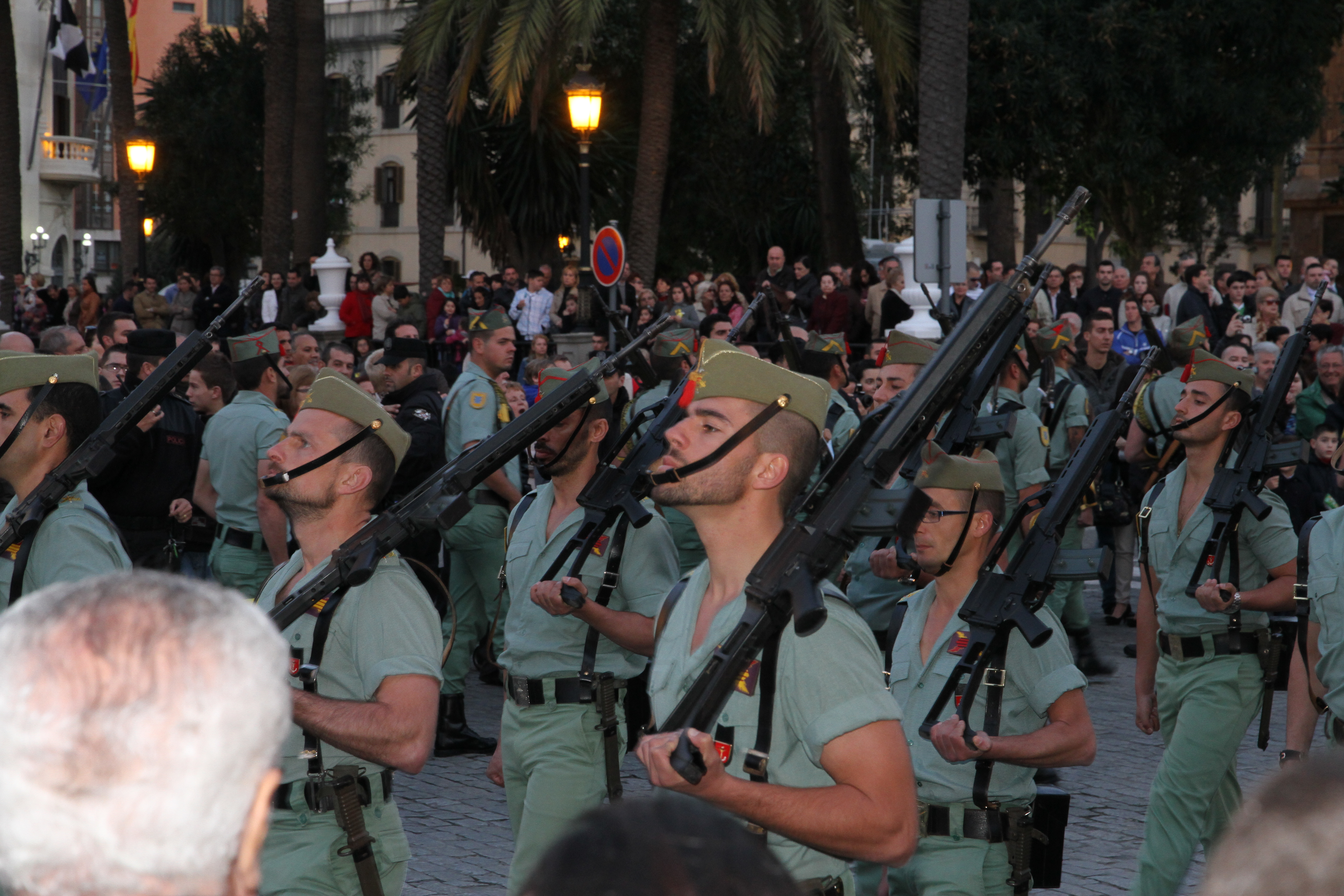
En muchos países, las procesiones religiosas durante el tiempo de Cuaresma suelen ir acompañadas de una escolta militar tanto por seguridad como por el propio acompañamiento al "paso" que procesiona. Ceuta, España

Tres prácticas tradicionales que deben retomarse con renovado vigor durante la Cuaresma; se conocen como los tres pilares de la Cuaresma:
1. Oración (justicia hacia Dios)
2. Ayuno (justicia hacia uno mismo)
3. Limosna (justicia hacia el prójimo)

Durante la Cuaresma se hace hincapié en la autorreflexión, la sencillez y la sinceridad (honestidad).